# ريد كريس
ريد كريس (بالإنجليزية: Red Kress)‏ هو لاعب كرة قاعدة أمريكي، ولد في 2 يناير 1907 في Columbia, California ‏ في الولايات المتحدة، وتوفي في 29 نوفمبر 1962 في لوس أنجلوس في الولايات المتحدة بسبب نوبة قلبية.

## وصلات خارجية
- ريد كريس على موقعبيزبول رفرنس.كوم (الدوري الرئيسي) (الإنجليزية)
- ريد كريس على موقعبيزبول رفرنس.كوم (الدوري الثانوي) (الإنجليزية)